# Arculf
Arculf (geboren im 7. Jahrhundert) war nach eigenen Angaben ein fränkischer Bischof im 7. Jahrhundert, der durch die gallorömische Kultur geprägt war. Der Bericht über seine Pilgerfahrt ins Heilige Land ist eine wichtige historische Quelle über den Nahen Osten kurz nach der islamischen Eroberung.
In einem Teil der Sekundärliteratur wird vertreten, dass Arculf Bischof von Périgueux war; zumeist wird aber angenommen, dass er vor seiner Fahrt ins Heilige Land einem Kloster angehörte. Beda Venerabilis zufolge strandete Arculf zwischen 670 und 690 nach seiner Rückkehr aus Jerusalem und Palästina an der schottischen Küste und wurde durch den irischen Abt des Klosters Iona, Adamnanus, freundlich aufgenommen. Den Bericht Arculfs über die Reise – De locis sanctis – legte Adamnanus in drei ausführlichen Büchern nieder, die Jerusalem, Bethlehem und Konstantinopel behandeln. 698 kam eine Kopie dieser Texte zu Aldfrith, dem König von Northumbria.

## Ausgaben und Übersetzungen des Reiseberichts
- Paul Geyer: Itinera hierosolymitana saecvli IIII–VIII (= Corpus Scriptorum Ecclesiasticorum Latinorum Band 39). Tempsky, Wien 1898, S. 220–297 (lateinische Textausgabe, Digitalisat).
  - mit geringfügigen Verbesserungen erneut abgedruckt in Itineraria et alia geographica (= Corpus Christianorum, Series Latina Band 175). Brepols, Turnhout 1965, S. 177–234 (lateinische Textausgabe)
- Ludwig Bieler: Adamnani de locis sanctis libri tres. In: Denis Meehan (Hrsg.): Adamnan’s De locis sanctis (= Scriptores Latini Hiberniae Band 3). Dublin Institute for Advanced Studies, Dublin 1958, S. 36–120 (lateinische Textausgabe, mit englischer Übersetzung und Kommentar).
- Herbert Donner: Pilgerfahrt ins Heilige Land. Die ältesten Berichte christlicher Palästinapilger (4.–7. Jahrhundert). Katholisches Bibelwerk, Stuttgart 1979, ISBN 3-460-31841-4, S. 315–421 (deutsche Übersetzung und Kommentar)